# 덩컨 스콧 (수영 선수)
덩컨 윌리엄 맥노턴 스콧(영어: Duncan William MacNaughton Scott, 1997년 5월 6일~)은 영국의 수영 선수로 주 종목은 자유형이다. 올림픽에서 금메달 2개, 은메달 6개를 획득했으며 세계 선수권 대회에서 금메달 4개, 은메달 2개, 동메달 3개를 획득했다. 그는 2020년 하계 올림픽에서 4개의 메달을 획득하여 단일 올림픽에서 가장 많은 메달을 획득한 영국 선수가 되었으며, 올림픽 역사상 가장 많은 메달을 획득한 영국 수영 선수가 되었다.